# توکتو (انکش)
توکتو (به اسپانیایی: Tuctu) یک کوه در پرو است که در Peru, Ancash Region واقع شده‌است. توکتو ۵٬۰۰۰ متر بالاتر از سطح دریا واقع شده‌است.